# Moshe
Moshe är ett judiskt namn. 
- Moshe – en figur i Bibeln, se Mose

## Personer
- Moshe Stiller (1883–1928) svensk filmregissör, se Mauritz Stiller
- Moshe Sharett (1894–1965) Israels premiärminister 1954-1955
- Moshe Feldenkrais (1904–1984), grundare av Feldenkraismetoden
- Moshe Dayan (1915–1981) israelisk minister, yrkesmilitär, arkeolog och författare
- Moshe Sanbar (1926–2012) israelisk ekonom
- Moshe Safdie (född 1938) kanadensisk arkitekt och stadsplanerare
- Moshe Katsav (född 1945) Israels president 2000-2007
- Moshe Ivgy (född 1953) israelisk skådespelare
- Moshe Lion (född 1961) israelisk borgmästare (Jerusalem)